# Rohr (Freystadt)
Rohr ([ʁoːɐ̯] ) ist ein Gemeindeteil der Stadt Freystadt im bayerischen Landkreis Neumarkt in der Oberpfalz in Deutschland.

## Lage
Das Kirchdorf liegt auf einer Höhe von 412 m ü. NHN, links der Schwarzach und etwa fünf Kilometer nordwestlich des Gemeindesitzes im Albvorland der Südlichen Frankenalb. Anderthalb Kilometer nordöstlich von Rohr erhebt sich der auf 529 Meter ansteigende bewaldete Möningerberg mit dem Freystädter Gemeindeteil Möningerberg.

## Ortsnamensdeutung
Der Ortsname leitet sich vom althochdeutschen „ror“ für Schilfrohr (auf sumpfigen Boden) ab.

## Geschichte
Um 1170 verwaltete ein Konrad von Wettenhofen im Auftrag des Kaisers Friedrich ein Lehen zu Rohr. 1182 schenkte der Kaiser Güter zu Rohr dem Kloster Reichenbach. 1262 tauschte Ulrich von Sulzbürg-Wolfstein mit dem Zisterzienserinnenkloster Seligenporten sein Gut in Rohr gegen das Seligenportner Klostergut samt Mühle in Mühlhausen ein. 1384 besaß Kraft Hetzel zu Rohr den Zehent zur Rohr als bischöfliches Lehen. Das Dorf war 1403 eine Zugehörung der Burg Niedersulzbürg, als die Wolfsteiner diese von Schweiker von Gundelfingen erwarben, an ihren Verwandten Eustachius von Lichtenstein, der als Pfleger zu Allersberg saß, weiterverkauften und von dessen Witwe zurückerwarben. 1466 bestätigte der Eichstätter Bischof Wilhelm von Reichenau die Stiftung einer Frühmesse zu Rohr durch den Möninger Pfarrer Kaspar Schreyer; das Präsentationsrecht lag beim Pfalzgrafen Otto von Neumarkt. 1556 wurde unter dem pfalz-neuburgischen Pfalzgraf Ottheinrich die Reformation eingeführt; unter dem Pfalzgrafen Wolfgang Wilhelm erfolgte 1625 die Rekatholisierung.
Gegen Ende des Alten Reiches, um 1800, bestand Rohr aus 23 Untertanen-Anwesen unterschiedlicher Größe, die grundherrlich und damit niedergerichtlich der kurbayerischen, ehemals wolfsteinschen Herrschaft Pyrbaum, dem Kastenamt Neumarkt, dem Klosterrichteramt Seligenporten und der Reichsstadt Nürnberg gehörten. Die Hochgerichtsbarkeit übte das kurfürstliche Schultheißenamt Neumarkt aus.
Im Königreich Bayern wurde Rohr zwischen 1810 und 1820 dem Steuerdistrikt Möning zugeteilt. Um 1820 bildeten die drei Orte Rohr, Aßlschwang und Richthof die Ruralgemeinde Aßlschwang im Landgericht (ab 1862 Bezirksamt, ab 1879 Landkreis) Neumarkt.
1875 hatte die Gemeinde in ihren drei Orten insgesamt 353 Einwohner; in Rohr lebten 168 Personen, und dort wurden sieben Pferde und 181 Stück Rindvieh gehalten. Die Kinder besuchten die katholische Schule vor Ort, die 1845 erbaut und 1874 neuerbaut worden war; der Lehrer war zugleich Mesner.
Mit der Gebietsreform in Bayern wurde die Gemeinde Aßlschwang und damit auch Rohr zum 1. Januar 1972 in die Stadt Freystadt eingemeindet.

### Einwohnerentwicklung
- 1835: 153 (29 Häuser)[13]
- 1867: 165 (67 Gebäude)[14]
- 1875: 168 (53 Gebäude)[15]
- 1900: 162 (33 Wohngebäude)[16]
- 1937: 172[17]
- 1961: 203 (38 Wohngebäude)[18]
- 1987: 222 (61 Wohngebäude, 67 Wohnungen)[19]

## Kultur und Sehenswürdigkeiten

### Katholische Filialkirche St. Martin
Die vormals zu Möning, seit 1931 zu Freystadt gehörende Filialkirche ist eine ursprünglich romanische Anlage, die einen quadratischen Chor hatte, der durch einen späteren Aufbau zum Ostturm mit achtseitigem Spitzhelm umgestaltet wurde. Das Langhaus wurde im späten 19. Jahrhundert nach Westen verlängert und misst seitdem 13 × 5,2 Meter. Die Altäre sind barock (18. Jahrhundert).

### Baudenkmäler
Außer der Kirche gilt das Bauernhaus Rohr Nr. 4, ein Wohnstallhaus aus der Mitte des 19. Jahrhunderts, als Baudenkmal.

## Verkehr
Zu erreichen ist Rohr über die Staatsstraße 2237, von Freystadt aus in nördlicher und von Reckenstetten aus in südöstlicher Richtung.

## Vereine
- DJK/SpVgg Rohr

## Persönlichkeiten
- Georg Hafner, katholischer Theologe, * 10. Februar 1859 in Rohr, † 18. Juli 1935 in Beilngries als freiresignierter Pfarrer und Erbauer der dortigen, 1913 geweihten Stadtpfarrkirche St. Walburga